# 247P/LINEAR
La comète LINEAR, officiellement 247P/LINEAR, est une comète périodique du système solaire, découverte le 5 novembre 2002 par le programme LINEAR.